# Kungsberga
Kungsberga est une localité de Suède dans la commune d'Ekerö située dans le comté de Stockholm.
Sa population était de 901 habitants en 2019.